# Anita Lizanová
Anita Lizanová, celým jménem Anita Lizana de Ellis (* 19. listopadu 1915 Santiago de Chile – 21. srpna 1994 Londýn), byla chilská tenistka. Hrála pravou rukou a měřila 159 cm. Pro drobnou postavu, rychlost a zarputilost měla přezdívku La Ratita („Malá krysa“).
S tenisem začínala jako šestiletá v Club Tennis Riege des Deutschen Vereins v Quinta Normal, kde byl její otec správcem. V letech 1930 až 1934 vyhrála pětkrát v řadě chilský šampionát a její rodina uspořádala sbírku, jejíž výtěžek umožnil Lizanové, aby odešla hrát do Evropy. Vyhrála Queen's Club Championships v roce 1935, Irish Open a britské mistrovství na krytém dvorci v roce 1936. V letech 1935, 1936, 1937 a 1946 se stala tenisovou mistryní Skotska. Postoupila do třetího kola French Open 1935. Ve Wimbledonu postoupila v letech 1936 a 1937 do čtvrtfinále. V roce 1937 vyhrála ženskou dvouhru na US Open a stala se první latinskoamerickou vítězkou grandslamového turnaje. Ve finále porazila Polku Jadwigu Jędrzejowskou 6:4, 6:2. A. Wallis Myers ji označil v The Daily Telegraph za světovou ženskou tenisovou jedničku roku 1937. Spolu s Margaret Scrivenovou postoupila do čtvrtfinále wimbledonské čtyřhry v roce 1938. Jejím posledním velkým turnajem byl Wimbledon v roce 1947, kde prohrála ve druhém kole s Patricií Canningovou Toddovou. 
Jejím manželem byl od roku 1938 skotský tenista a obchodník Ronald Ellis, s nímž měla tři potomky. Žila v Dundee a do Chile se vracela na exhibiční vystoupení v letech 1966 a 1989. Zemřela ve věku 78 let na rakovinu žaludku. Je po ní pojmenován jeden z kurtů tenisového stadionu v Santiagu de Chile.